# Prêt locatif social
Le prêt locatif social permet de financer pour les organismes HLM, et les sociétés d'économie mixte : 
- L'achat de terrain et la construction de logements neufs,
- L'acquisition-amélioration de logements anciens,
- La transformation de locaux divers, avec ou sans acquisition, en logements locatifs,
- La réalisation de logements-foyers destinés aux personnes âgées ou handicapées (hors résidences sociales).
- Les logements sont destinés aux ménages dont les ressources ne dépassent pas 1,3 fois le plafond du prêt locatif à usage social.

Le PLS (ainsi que le PLI) est également destiné aux personnes privées (morales ou physiques) qui mettent sur le marché des logements dont elles s'engagent à respecter deux caractéristiques essentielles : un plafond de loyer et un plafond de ressources des locataires. 
Ces prêts sont appuyés sur la ressource des Fonds d'Epargne (Livret A, principalement) centralisée par la Caisse des dépôts et consignations.